# Thị giác trung gian sáng tối
Thị giác trung gian sáng tối hay thị giác thích nghi trung gian sáng tối hoặc thị giác thích nghi chạng vạng là tổ hợp của thị giác thích nghi sáng và thị giác thích nghi tối trong các điều kiện chiếu sáng thấp nhưng không hoàn toàn tối tăm mù mịt. Các mức chiếu sáng trong thị giác thích nghi chạng vạng có độ trưng sáng từ khoảng 10−2 cd/m2 tới 100,5 cd/m2. Phần lớn không gian ngoài trời vào ban đêm cũng như dưới chiếu sáng đèn đường nằm trong khoảng thị giác thích nghi chạng vạng.
Mắt người phản ứng khác nhau với các mức chiếu sáng nhất định. Điều này là do trong điều kiện với mức chiếu sáng cao trong thời gian ban ngày (thị giác thích nghi sáng) thì mắt sử dụng các tế bào nón để xử lý ánh sáng chiếu tới nhưng trong điều kiện với mức chiếu sáng rất thấp, như những đêm không trăng không có chiếu sáng nhân tạo (thị giác thích nghi tối) thì mắt sử dụng các tế bào que để xử lý ánh sáng chiếu tới. Ở nhiều cấp độ thời gian ban đêm khác thì tổ hợp của cả tế bào nón và tế bào que đều tham gia vào xử lý ánh sáng chiếu tới và hỗ trợ cho loại hình thị giác này. Thị giác thích nghi sáng tạo điều kiện thuận lợi cho cảm nhận màu tốt, trong khi đó các màu sắc chỉ đơn thuần là có thể cảm nhận trong điều kiện thị giác thích nghi tối. Thị giác thích nghi chạng vạng nằm giữa hai thái cực này. Trong phần lớn các môi trường vào thời gian ban đêm, lượng ánh sáng môi trường xung quanh đủ để ngăn chặn thị giác thích nghi tối thật sự.
Duco Schreuder viết rằng:
Không tồn tại một giá trị phát sáng duy nhất mà thị giác thích nghi sáng và thị giác thích nghi tối gặp nhau. [Thay vì thế], có một vùng chuyển tiếp rộng giữa chúng. Do nó nằm giữa thị giác thích nghi sáng và thị giác thích nghi tối, nên nó thường được gọi là vùng của thị giác thích nghi trung gian sáng tối, thị giác thích nghi tranh tối tranh sáng hay thị giác thích nghi chạng vạng. Lý do mà vùng thị giác thích nghi chạng vạng tồn tại là bởi vì các hoạt động của cả tế bào nón và tế bào que đều không đơn giản chỉ là 'bật' hoặc 'tắt'. Có những lý do để tin rằng tế bào nón và tế bào que đều hoạt động trong mọi điều kiện phát sáng.

Hiệu ứng chuyển từ xử lý ánh sáng bằng tế bào nón sang bằng tế bào que được gọi là "dịch chuyển Purkinje". Trong thị giác thích nghi sáng, mắt người nhạy cảm nhất với ánh sáng có màu vàng ánh lục. Trong thị giác thích nghi tối, mắt người nhạy cảm nhất với ánh sáng có thể xuất hiện như màu lam-ánh lục. Chúng là các tổ hợp của các màu sơ cấp.
Phương pháp truyền thống trong đo lường ánh sáng đều dựa trên giả định thị giác thích nghi sáng và vì thế thường là chỉ tiêu dự báo kém về việc con người sẽ nhìn thế nào trong điều kiện ban đêm. Thông thường nghiên cứu trong lĩnh vực này tập trung vào việc cải thiện chiếu sáng đường phố và ngoài trời cũng như chiếu sáng hàng không.
Cho tới năm 1951 đã không có bất kỳ tiêu chuẩn nào cho quang độ học (đo đạc ánh sáng) trong điều kiện thị giác thích nghi tối; tất cả các đo đạc đều dựa trên hàm độ nhạy cảm quang phổ thích nghi sáng V(λ) được định nghĩa năm 1924. Năm 1951, Ủy ban Chiếu sáng Quốc tế (tiếng Pháp: Commission Internationale de l'Éclairage, viết tắt: CIE) đã thiết lập hàm hiệu quả sáng thích nghi tối, V'(λ). Tuy nhiên, vẫn không có bất kỳ hệ thống quang độ học thích nghi chạng vạng nào. Sự thiếu vắng hệ thống đo lường thích hợp này có thể dẫn đến những khó khăn liên quan tới đo lường ánh sáng trong điều kiện trưng sáng thích nghi tranh tối tranh sáng đối với độ nhìn rõ. Do thiếu sót này, CIE đã thành lập một ủy ban kỹ thuật đặc biệt (TC 1-58) để thu thập các kết quả của các nghiên cứu hiệu năng thị giác thích nghi tranh tối tranh sáng.
Hai hệ thống đo đạc rất giống nhau đã được tạo ra để kết nối các hàm hiệu quả sáng thích nghi sáng và thích nghi tối, tạo ra một hệ quang độ học hợp nhất. Kiểu đo lường mới này đã được nhiệt tình đón nhận do sự dựa vào chỉ mỗi V(λ) để nêu đặc trưng chiếu sáng ban đêm có thể dẫn tới việc sử dụng nhiều điện năng hơn so với thực sự cần thiết. Tiềm năng tiết kiệm điện của việc sử dụng cách thức đo đạc mới đối với các kịch bản chiếu sáng tranh tối tranh sáng là đáng kể; trong một số trường hợp hiệu năng cao hơn có thể đạt được với tiết kiệm tới 30-50% điện năng tiêu thụ trong so sánh với sử dụng chiếu sáng bằng đèn natri áp suất cao.

## Hàm trọng số thích nghi chạng vạng
Hàm trọng số thích nghi chạng vạng ở bước sóng {\displaystyle \lambda } có thể viết như là tổng trọng số,
{\displaystyle V_{m}(\lambda )=(1-x)V'(\lambda )+xV(\lambda )},
trong đó {\displaystyle V(\lambda )} là hàm trọng số thích nghi sáng tiêu chuẩn (đạt đỉnh 683 lm/W tại bước sóng 555 nm) và {\displaystyle V'(\lambda )} là hàm trọng số thích nghi tối (đạt đỉnh khoảng 1.700 lm/W ở bước sóng 507 nm). Tham số {\displaystyle x} là hàm độ chói thích nghi sáng {\displaystyle L_{p}}. Các hàm trọng số khác nhau được sử dụng cho các nguồn sáng thiên về màu xanh lam và các nguồn sáng thiên về màu đỏ, theo đề xuất của hai tổ chức là MOVE và Lighting Research Center (LRC). Một số giá trị cho {\displaystyle x} được ghi trong bảng dưới đây.
| {\displaystyle L_{p}} | Thiên về lam | Thiên về lam | Thiên về đỏ | Thiên về đỏ |
| (cd/m2)               | MOVE         | LRC          | MOVE        | LRC         |
| --------------------- | ------------ | ------------ | ----------- | ----------- |
| 0,01                  | 0,13         | 0,04         | 0,00        | 0,01        |
| 0,1                   | 0,42         | 0,28         | 0,34        | 0,11        |
| 1,0                   | 0,70         | 1,00         | 0,68        | 1,00        |
| 10                    | 0,98         | 1,00         | 0,98        | 1,00        |